# Tramwaje w Uljanowsku
Tramwaje w Uljanowsku − system komunikacji tramwajowej działający w rosyjskim mieście Uljanowsk.

## Historia
Tramwaje w Uljanowsku uruchomiono 5 stycznia 1954. W kolejnych latach rozbudowywano oraz wybudowano nową zajezdnię. W latach 90. XX w. stan infrastruktury znacznie się pogorszył. Obecnie są podejmowane starania aby poprawić stan infrastruktury oraz taboru. Ostatnią nową linię oddano do użytku 20 sierpnia 2005 do pętli Riepina. W Uljanowsku kursuje 12 linii tramwajowych: 1, 2, 3, 4, 6, 7, 9, 10, 11, 18, 19, 107. W mieście funkcjonują dwie zajezdnie tramwajowe. 

## Tabor
W Uljanowsku do połowy lat 70. XX w. eksploatowano tramwaje produkcji niemieckiej Gotha. Obecnie tabor składa się z 216 wagonów:
| Typ        | Liczba szt. |
| ---------- | ----------- |
| Tatra T3SU | 158         |
| Tatra T6B5 | 44          |
| KTM-5A     | 2           |
| KTM-19KT   | 4           |
| KTM-8K     | 3           |
| Tatra-Reis | 3           |
| KTM-8KM    | 2           |

Tabor techniczny składa się z 16 tramwajów.

## Galeria

71-608KМ
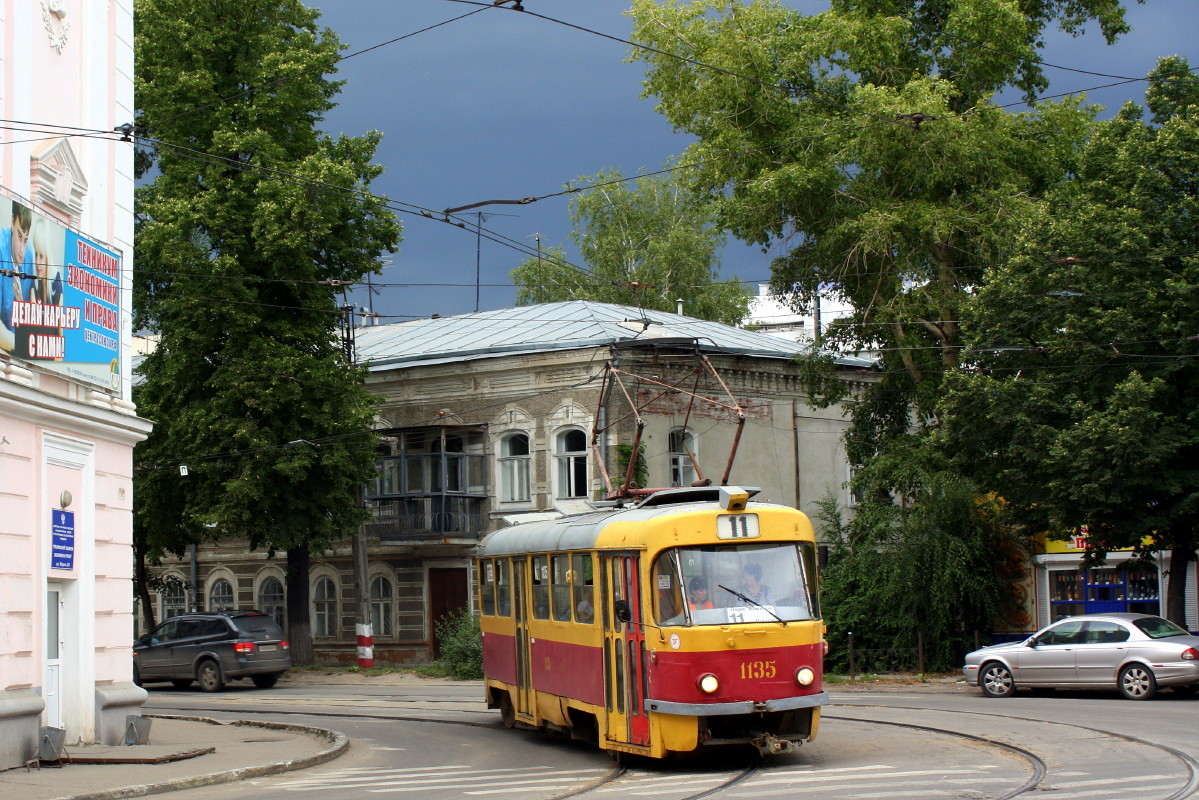
Tatra T3SU
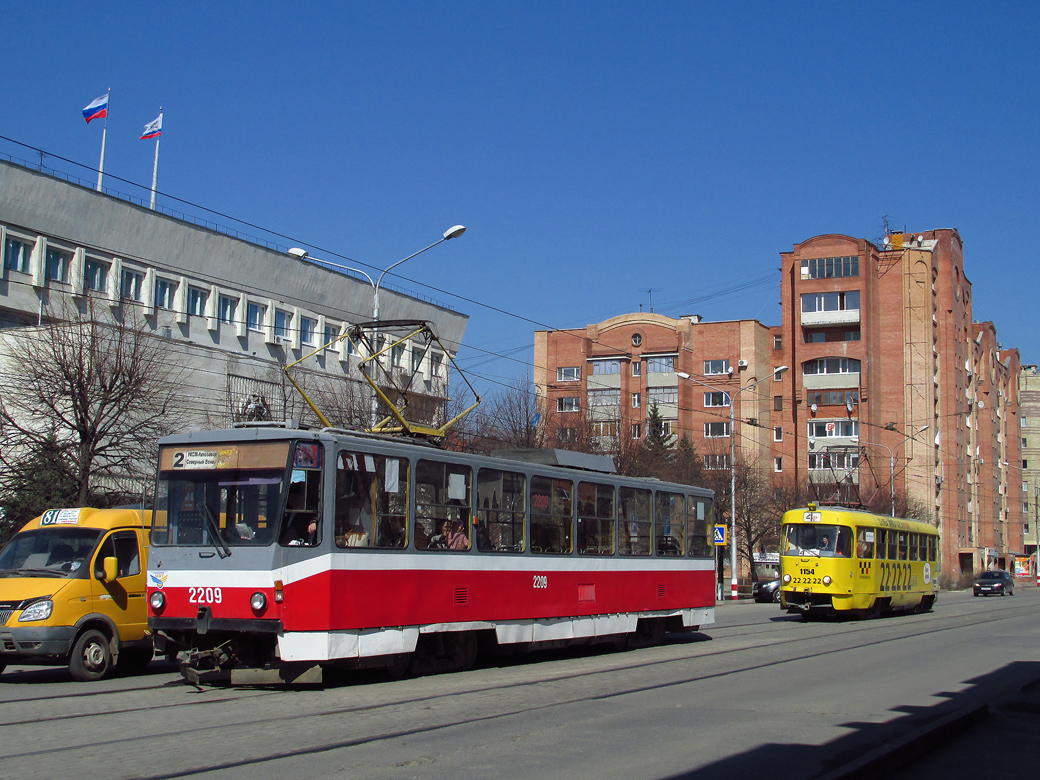
Tatra T6B5
71-619KT
71-619A